# Eugene Schuyler
Eugene Schuyler (26 février 1840 - 16 juillet 1890) est un écrivain, journaliste, explorateur et diplomate américain qui fut le premier diplomate américain à visiter l'Asie centrale russe. En tant que consul général américain à Constantinople, il a joué un rôle clé dans la révélation des atrocités turques commises pendant l'insurrection bulgare d'avril 1876.

## Biographie

### Enfance et éducation
Eugene Schuyler était le fils de George W. Schuyler (en), propriétaire d'une pharmacie à Ithaca (New York), et plus tard élu à New York trésorier de l'État. Les ancêtres de son père, d'origine hollandaise, comprenaient un général dans l'armée de George Washington. Sa mère, Mathilde Scribner, était la demi-sœur de Charles Scribner, le fondateur des célèbres Éditions Scribner.
À quinze ans, Schuyler entre à Yale College, où il étudie les langues, la littérature et la philosophie. Il est diplômé Cum laude en 1859 et a été membre du Skull and Bones. Il devient l'un des premiers étudiants diplômés à l'université Yale en 1860.

### Traducteur de Tourgueniev et diplomate en Russie
Il est nommé consul à Moscou en 1867, et secrétaire de la légation américaine à Saint-Pétersbourg.

### Voyages en Asie centrale
Il voyage au Turkestan, à Boukhara, en Sibérie.
En visite au Turkestan en 1872 à 1873, Eugene Schuyler a observé la tradition du batcha bezi selon laquelle « ici des garçons et des adolescents spécialement formés prennent la place qu'ont les danseuses dans d'autres pays. Les mœurs de la société de l'Asie centrale ne sont que très peu touchées par la modernité ». Selon lui ces danses « étaient loin d'être indécentes, mais elles étaient souvent très lascives. » À cette date, il y avait déjà des signes de désapprobation officielle de cette pratique. Schuyler remarque que l'interdiction avait duré à peine un an. Il a en outre décrit les marques de respect et d'affection que recevaient les danseurs. Il signale également qu'un riche mécène pouvait aider son danseur préféré à obtenir un emploi, après que celui-ci fut devenu trop vieux pour exercer sa profession de bača.

### Schuyler et les enquêtes sur les atrocités turques en Bulgarie
Alors consul général à Constantinople, Schuyler se rend en Bulgarie en compagnie du prince Alexeï Tsérétélev de Russie et du journaliste Januarius Aloysius MacGahan, et témoigne des atrocités qui s'y produisent dans un rapport intitulé The Turkish Atrocities in Bulgaria. Il va prouver qu'au moins soixante-cinq villages ont été brûlés, la torture appliquée, les tortionnaires récompensés, et que les rapports officiels d'Edib-Effendi sont entièrement faux. Il témoigne aussi qu'en Bosnie, des derviches prêchent la guerre religieuse contre les non-musulmans et excitent au massacre des chrétiens.
En 1877, il se livre à des recherches archéologiques parmi les ruines d'Eski-Zaghra.

### Rejet de la Turquie; diplomate à Rome, en Roumanie, en Serbie et en Grèce
En 1879, il est nommé consul général à Rome, et trois ans plus tard consul général de Grèce, Serbie et Roumanie, résidant à Athènes.

## Honneurs
Certaines rues des villes bulgares de Sofia, Varna et Panagurichté portent son nom, ainsi que le mont Schuyler sur la Terre de Graham en Antarctique.